# South Apopka
South Apopka ist ein census-designated place (CDP) im Orange County im US-Bundesstaat Florida. Das U.S. Census Bureau hat bei der Volkszählung 2020 eine Einwohnerzahl von 6.803 ermittelt. 

## Geographie
South Apopka grenzt im Nordwesten direkt an die Stadt Apopka und liegt etwa 10 km nordwestlich von Orlando. Der CDP wird vom U.S. Highway 441 (SR 500) sowie von der Florida State Road 414 (Maitland Boulevard Extension, mautpflichtig) durchquert bzw. tangiert.

## Demographische Daten
Laut der Volkszählung 2010 verteilten sich die damaligen 5728 Einwohner auf 1925 Haushalte. Die Bevölkerungsdichte lag bei 970,8 Einw./km². 26,9 % der Bevölkerung bezeichneten sich als Weiße, 64,1 % als Afroamerikaner, 0,5 % als Indianer und 0,5 % als Asian Americans. 6,0 % gaben die Angehörigkeit zu einer anderen Ethnie und 2,0 % zu mehreren Ethnien an. 17,7 % der Bevölkerung bestand aus Hispanics oder Latinos.
Im Jahr 2010 lebten in 42,3 % aller Haushalte Kinder unter 18 Jahren sowie 27,6 % aller Haushalte Personen mit mindestens 65 Jahren. 74,1 % der Haushalte waren Familienhaushalte (bestehend aus verheirateten Paaren mit oder ohne Nachkommen bzw. einem Elternteil mit Nachkomme). Die durchschnittliche Größe eines Haushalts lag bei 3,17 Personen und die durchschnittliche Familiengröße bei 3,63 Personen.
31,9 % der Bevölkerung waren jünger als 20 Jahre, 26,3 % waren 20 bis 39 Jahre alt, 26,3 % waren 40 bis 59 Jahre alt und 15,5 % waren mindestens 60 Jahre alt. Das mittlere Alter betrug 33 Jahre. 49,3 % der Bevölkerung waren männlich und 50,7 % weiblich.
Das durchschnittliche Jahreseinkommen lag bei 36.607 $, dabei lebten 26,9 % der Bevölkerung unter der Armutsgrenze.
Im Jahr 2000 war Englisch die Muttersprache von 89,20 % der Bevölkerung und Spanisch sprachen 10,80 %.